# Welt (canal de televisión)
Welt (en alemán Mundo) es un canal de televisión privado alemán de carácter informativo propiedad del grupo WeltN24 GmbH. Comenzó sus emisiones el 24 de enero del 2000. Emite en la Televisión digital terrestre en Alemania además de en la Televisión por satélite, por cable e IPTV.

## Historia
Welt comenzó sus emisiones el año 1999 con el nombre de N24. La programación inicial del canal se basaba en espacios de información en continuo con especial atención a la información económica y financiera.
Debido a los decepcionantes datos de audiencia iniciales, N24 comenzó un cambio en su programación a partir de diciembre de 2002. Poco a poco se han ido incluyendo programas de entretenimiento, documentales y magacines, lo que le ha permitido aumentar su audiencia.
El 17 de septiembre de 2016, WeltN24 creó un nuevo canal gratuito llamado N24 Doku, que emite la programación de Welt con una hora de retraso sustituyendo algunos boletines informativos por documentales por la mañana.
El 21 de septiembre de 2017 el grupo WeltN24 anunció que su canal de televisión N24 será renombrado a Welt el 18 de enero de 2018. Dicho cambió se debe a tratar de unificar sus marcas ya que WeltN24 también es propietaria del periódico conservador Die Welt.

## Programación
La programación de Welt se compone principalmente desde 2008 de información en continuo con boletines cada hora además documentales y teletienda. El canal También cuenta con programas dedicados a información bursátil.